# Kreis Blumenthal
| Basisdaten                                                 | Basisdaten           |
| ---------------------------------------------------------- | -------------------- |
| Preußische Provinz                                         | Hannover             |
| Regierungsbezirk                                           | Stade                |
| Kreissitz                                                  | Blumenthal           |
| Bestandszeitraum                                           | 1885–1932            |
| Fläche                                                     | 174,9 km²            |
| Einwohner                                                  | 43.104 (1925)        |
| Bevölkerungsdichte                                         | 246 Einw./km² (1925) |
| Gemeinden                                                  | 39 (1885) 22 (1932)  |
| Kfz-Kennzeichen                                            | I S                  |
| Lage des Kreises in der ehemaligen Provinz Hannover (1905) |                      |
| Lage des Kreises Blumenthal in der Provinz Hannover        |                      |

Der Kreis Blumenthal war ein Landkreis in der preußischen Provinz Hannover. Der Kreissitz befand sich in der Gemeinde Blumenthal/Unterweser. Heute bildet das ehemalige Kreisgebiet im Wesentlichen einen Großteil des Bremer Stadtbezirks Nord und die niedersächsische Gemeinde Schwanewede.

## Geschichte
Der Kreis Blumenthal wurde am 1. April 1885 im Rahmen der Bildung von Kreisen in der Provinz Hannover aus dem alten Amt Blumenthal sowie den Gemeinden Aschwarden-Bruch und Hinnebeck des alten Amtes Hagen gebildet. Erster Landrat wurde Paul Berthold.
Die Anzahl der ursprünglich 39 Gemeinden wurde durch eine Reihe von Eingemeindungen bis 1932 auf 22 verringert. Unter anderem wurde die Gemeinde Rekum am 1. August 1923 in die Gemeinde Farge eingemeindet. Durch eine Verordnung des preußischen Staatsministeriums wurde der Kreis Blumenthal 1932 aufgelöst und mit dem Kreis Osterholz zu einem vergrößerten Landkreis Osterholz zusammengeschlossen.
Von den ehemals zum Kreis Blumenthal gehörenden Gemeinden wurden 1939 Aumund, Blumenthal, Farge (mit Rekum), Grohn, Lesum (mit Burgdamm und St. Magnus) sowie Schönebeck der Stadt Bremen zugeschlagen. Die meisten der übrigen Gemeinden des Altkreises Blumenthal sind 1974 bei der Gemeindereform im Landkreis Osterholz nach Schwanewede eingemeindet worden. Die Gemeinden Lesumstotel, Platjenwerbe und Stendorf kamen 1974 zu Ritterhude.

## Einwohnerentwicklung
| Jahr      | 1890   | 1900   | 1910   | 1925   |
| --------- | ------ | ------ | ------ | ------ |
| Einwohner | 22.547 | 30.353 | 39.535 | 43.104 |

## Landräte
- 1885–1917 Paul Berthold
- 1917–1920 Karl von Buchka
- 1920–1932 Ludwig Christians
- 1932–9999 Kurt Wellenkamp (kommissarisch)

## Gemeinden
Die folgende Liste enthält alle Gemeinden, die dem Kreis Blumenthal angehörten, sowie alle Eingemeindungen zwischen 1885 und 1932. Bei seiner Auflösung 1932 gehörten dem Kreis noch 22 Gemeinden an.
| Gemeinde       | eingemeindet nach | Datum der Eingemeindung |
| -------------- | ----------------- | ----------------------- |
| Aschwarden     |                   |                         |
| Aumund         |                   |                         |
| Beckedorf      |                   |                         |
| Blumenthal     |                   |                         |
| Bockhorn       | Blumenthal        | 1908                    |
| Borchshöhe     | Aumund            | 1907                    |
| Brundorf       |                   |                         |
| Burgdamm       |                   |                         |
| Eggestedt      |                   |                         |
| Erve           | Stendorf          | 1928/29                 |
| Fähr           | Aumund            | 1907                    |
| Farge          |                   |                         |
| Friedrichsdorf | St. Magnus        | 1908                    |
| Grohn          |                   |                         |
| Hammersbeck    | Aumund            | 1928/29                 |
| Hinnebeck      |                   |                         |
| Holthorst      | Lesum             | 1928/29                 |
| Lesum          |                   |                         |
| Lesumstotel    |                   |                         |
| Leuchtenburg   |                   |                         |
| Löhnhorst      |                   |                         |
| Lüssum         | Blumenthal        | 1907                    |
| Meyenburg      |                   |                         |
| Neu Schönebeck | St. Magnus        | 1908                    |
| Neuenkirchen   |                   |                         |
| Neurönnebeck   | Blumenthal        | 1923                    |
| Platjenwerbe   |                   |                         |
| Rade           |                   |                         |
| Rekum          | Farge             | 1923                    |
| Rönnebeck      | Blumenthal        | 1908                    |
| St. Magnus     |                   |                         |
| Schönebeck     |                   |                         |
| Schukamp       | Schwanewede       | 1928/29                 |
| Schwanewede    |                   |                         |
| Stendorf       |                   |                         |
| Stubben        | Platjenwerbe      | 1928/29                 |
| Voraumund      | Aumund            | 1907                    |
| Vorbruch       | Neuenkirchen      | 1928/29                 |
| Wollah         | Stendorf          | 1928/29                 |